# Ocno

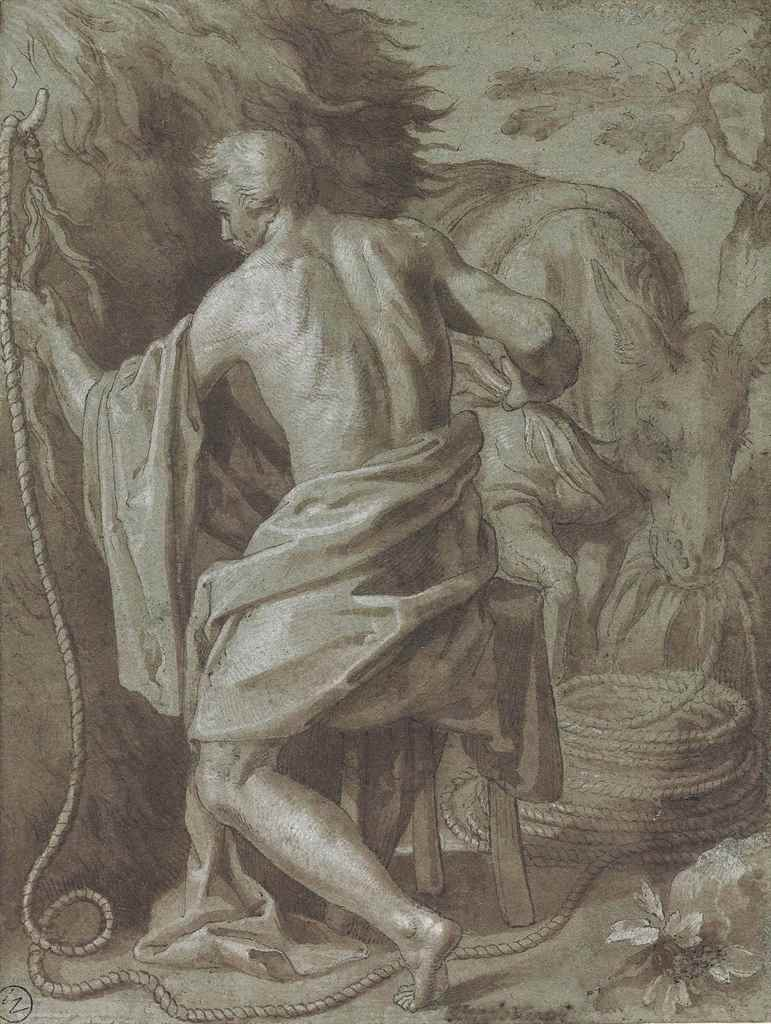
Ocno, por Jacopo Ligozzi

En la mitología griega, Ocno u Ocnos (en griego Ὄκνος, derivado de ὄκνος, ‘timidez, duda, vacilación’) es un personaje simbólico habitante del Hades, al que se representa trenzando continuamente una cuerda de juncos mientras una burra, a su vez, la va devorando. «Trenzar la cuerda de Ocno» era una antigua expresión en dialecto jonio para describir una tarea tediosa que nunca se acaba. A diferencia de los otros personajes condenados en el inframundo de Ocno nunca se dice el motivo de su suplicio.
Se le suele identificar como hijo del rey Tiberino Silvio de Alba Longa, o bien del dios Tiberino (que suele considerarse como la apoteosis del primero), personificación y epónimo del río Tíber, y de la sacerdotisa Manto, hija del adivino Tiresias. Virgilio, y ciertas tradiciones posteriores, le atribuyen la fundación mítica de varias ciudades italianas (Bolonia, Cesena, Mantua, Perugia), así como, en España, diversos autores, de Francisco Tarafa en adelante, le presentan como responsable de la fundación de Madrid; la identificación con el Ocno habitante del Hades no está del todo clara.

Aparece mencionado en Pausanias:
«Detrás de ellos hay un hombre sentado, y una inscripción dice que este hombre es Ocno. Está representado trenzando una cuerda, y a su lado está una mula que se come sistemáticamente lo que ya ha sido trenzado de la cuerda. Dicen que este Ocno era un hombre laborioso y que tenía una mujer derrochadora, y todo lo que ganaba trabajando, poco después lo gastaba aquella. Pues bien, con esto pretenden que Polignoto ha hecho alusión a la mujer de Ocno. Sé que cuando los jonios ven a alguien que trabaja sin obtener ningún provecho dicen que este hombre está trenzando la cuerda de Ocno. Ocno llaman también los adivinos que observan los pájaros a uno de estos, y este óknos es la mayor y la más hermosa de las garzas, y es también rara como ninguna otra ave».
También lo menciona Diodoro Sículo:
«En Acantómpolis, al otro lado del Nilo, en Libia, a ciento veinte estadios de Menfis, hay una tinaja agujereada, a la cual le llevan cada día agua desde el Nilo trescientos sesenta sacerdotes; y la realidad mítica de Ocno se muestra cerca, llevada a cabo en cierto festival, trenzando un solo hombre un largo trozo de cuerda y desatando lo trenzado muchos de detrás».
O Propercio:
«¡Maldito quien arrancó estacas de árboles que no se lo merecían y fabricó quejumbrosas trompetas de roncos huesos, ese merecería hacer cuerdas más que Ocno sentado de lado mientras da abasto eternamente, asno, a tu hambre!».
Una versión alternativa del mito le representa cargando leños en las alforjas de la dicha burra, leños que continuamente se le caen.

## Cultura
El escritor Luis Cernuda tituló Ocnos (1942) a una de las más reconocidas obras de prosa poética del siglo XX, donde relata sus recuerdos de Sevilla desde su exilio en Escocia. Ocnos sería reeditada dos veces más al irle añadiendo más experiencias emotivas a lo largo de su exilio.
En la década de 1980 José Luis Turina musicalizó algunos de los poemas de Ocnos, presentando el producto final en el Teatro Real de Madrid en 1988.
Ambas obras comienzan a modo de introducción con el relato que hizo Goethe de este mito en su obra Fausto.